# گور ایرانی
گور ایرانی یا گورخر ایرانی یا گور (نام علمی: Equus hemionus onager)، زیرگونه‌ای از گورخر آسیایی است که در معرض خطر انقراض قرار دارد. در ایران بیشترین تعداد آن در منطقه حفاظت شده بهرام گور شهرستان نی‌ریز استان فارس با ۱٫۲۳۶ رأس در مردادماه ۱۴۰۳ شمارش شده است و با این تعداد، جمعیت آن در ایران به پایداری رسیده است.

## واژه‌شناسی
واژهٔ فارسی «گور» نامی کهن برای این جانور است. لقب بهرام گور، مطابق افسانه‌های ایرانی، به دلیل شکار این جانور بوده است. منطقه حفاظت شده بهرام گور در شهرستان نی ریز نیز از این نام گرفت شد. گورخر ایرانی که در ایران و برخی نقاط دیگر آسیا یافت می‌شود پوستی ساده و به رنگ زرد اخرایی دارد اما گورخر برای گروهی از پستانداران که دارای نوارهای سیاه و سفید هستند که در آفریقا زیست می‌کنند.
«بهرام که گور می‌گرفتی همه عمر / دیدی که چگونه گور بهرام گرفت. (خیام)»

## پراکندگی
گورخر آسیایی در گذشته جمعیت فراوانی در خاورمیانه، آسیای میانه و چین داشته اما اکنون نسل آن در اغلب مناطق منقرض‌شده و از زیرگونهٔ ایرانی تنها یک جمعیت پایدار در منطقه حفاظت‌شده بهرام گور شهرستان نی ریز استان فارس و دو جمعیت کوچک در ذخیره‌گاه زیست‌کره توران شاهرود و منطقه حفاظت‌شده کالمند شهرستان مهریز استان یزد حفاظت می‌شوند. همچنین حدود ۳۰ رأس از این جانور در مراکز تحقیقاتی در آمریکای شمالی نگهداری می‌شوند.
بیشترین جمعیت گورخر ایرانی در مرداد ماه سال ۱۴۰۳ تعداد ۱٬۲۳۶ رأس گور در منطقه حفاظت شده بهرام گور و پارک ملی قطرویه نی ریز سرشماری شد و جمعیت آن در استان فارس به پایداری رسیده است. در سال ۱۳۹۵ این تعداد ۵۳۶ رأس بوده است.

## ویژگی‌ها
گور ایرانی از خر کمی بزرگ‌تر است، در حدود ۶۰۰ کیلوگرم وزن دارد و درازای بدن و سر حدوداً ۲٫۱ متر است و نسبت به خر شباهت بیشتری به اسب دارد. این جانور نسبت به اسب، پاهای کوتاه‌تری دارد و رنگش در خلال فصل‌ها تغییر می‌کند. در تابستان رنگش قهوه‌ای مایل به سرخ و در زمستان قهوه‌ای مایل به زرد است و بر پشتش نواری سیاه که با رنگ سفید احاطه شده، قرار دارد. گورها حدود ۴۰ سال عمر می‌کنند.
از گور ایرانی در سومر باستان برای کشیدن ارابه استفاده می‌کردند.

## وضعیت
نسل گور ایرانی در معرض انقراض قرار دارد و در سال ۱۳۹۳ تنها در دو استان فارس و سمنان دیده شده‌اند. به همین دلیل گورها تحت حفاظت سازمان محیط زیست قرار دارند و شکار یا زنده‌گیری آن‌ها ممنوع بوده و جریمه سنگینی در پی دارد. همچنین برخی از سازمان‌های بین‌المللی جهت مقابله با انقراض این جانور فعالیت‌هایی انجام می‌دهند و اقدام به تکثیر آن در اسارت و سپس رهاسازی در زیستگاه‌های تاریخی یا تازه می‌کنند. به عنوان مثال در کشورهای عربستان، اسرائیل و اوکراین گورهای ایرانی تکثیر شده در اسارت در زیستگاه‌های سابق گورر سوری رهاسازی شده‌اند.
در سال ۱۹۶۸ میلادی تعداد ۱۱ گور ایرانی و گور ترکمنی با اسرائیل در برابر تعدادی غزال اسرائیلی مبادله شدند. این گورها در اسراییل تکثیر شد و گورهای دورگه حاصل شده در منطقه نگب رهاسازی شدند. امروزه جمعیتی ناپایدار شامل ۲۰۰ رأس از زاده‌های آن گورها در اسرائیل زندگی می‌کنند.

### تهدیدها
مهم‌ترین تهدیدات علیه جمعیت گورها، شامل شکار، خشک‌سالی و رقابت با سایر جانوران می‌باشد. شکارگرهای طبیعی این حیوان پلنگ ایرانی، یوزپلنگ آسیایی و گرگ است و در سال ۱۳۸۴ در ایران موردی از شکار گور توسط پلنگ در پارک ملی توران دیده شد.